# Oman Professional League 2023/24
Die Oman Professional League 2023/24 war die 48. Spielzeit der höchsten omanischen Fußballliga seit ihrer Gründung im Jahr 1975. Die Liga wurde aus Sponsorengründen auch OFA Oman Mobile League genannt. Ausgetragen und organisiert wurde der Wettbewerb vom Omanischen Fußballverband. Die Saison startete mit dem ersten Spieltag am 17. August 2023 und endete am 24. Mai 2024. Es nahmen 12 Mannschaften am Spielbetrieb teil. Titelverteidiger war der Al-Nahda Club.

## Modus
Die Vereine spielten ein Doppelrundenturnier aus, womit sich insgesamt 22 Spiele pro Mannschaft ergeben. Es wurde nach der 3-Punkte-Regel gespielt (drei Punkte pro Sieg, ein Punkt pro Unentschieden). Die Tabelle wurde nach den folgenden Kriterien bestimmt:
1. Anzahl der erzielten Punkte
2. Anzahl der erzielten Punkte im direkten Vergleich
3. Tordifferenz im direkten Vergleich
4. Anzahl Tore im direkten Vergleich
5. Tordifferenz aus allen Spielen
6. Anzahl Tore in allen Spielen

## Mannschaften
| Mannschaft     | Standort | Stadion                       |
| -------------- | -------- | ----------------------------- |
| Al-Nahda Club  | Buraimi  | Buraimi Sports Stadium        |
| al-Nasr SCSC   | Salala   | Al-Saada Stadium              |
| Al-Rustaq Club | Rustaq   | Rustaq Sports Complex         |
| Al-Seeb Club   | Sib      | Al-Seeb-Stadion               |
| Al-Wahda SC    | Sur      | Sur Sports Complex            |
| Al-Shabab SC   | Barka    | Rustaq Sports Complex         |
| Bahla Club     | Bahla    | Nizwa Complex Stadium         |
| Dhofar SCSC    | Salala   | Al-Saada Stadium              |
| Ibri Club      | Ibri     | Youth Complex                 |
| Oman Club      | Maskat   | Sultan-Qabus-Sportzentrum     |
| Sohar Club     | Suhar    | Sohar Regional Sports Complex |
| Sur SC         | Sur      | Sur Sports Complex            |

## Tabelle
Stand: Saisonende 2023/24
| Pl. | Verein               | Sp. | S  | U | N  | Tore    | Diff. | Punkte |
| --- | -------------------- | --- | -- | - | -- | ------- | ----- | ------ |
| 1.  | Al-Seeb Club         | 22  | 18 | 3 | 1  | 040:900 | +31   | 57     |
| 2.  | Al-Nahda Club (M, P) | 22  | 12 | 7 | 3  | 038:210 | +17   | 43     |
| 3.  | Oman Club            | 22  | 13 | 3 | 6  | 034:240 | +10   | 42     |
| 4.  | Sohar Club           | 22  | 10 | 7 | 5  | 032:210 | +11   | 37     |
| 5.  | al-Nasr SCSC         | 22  | 9  | 5 | 8  | 028:250 | +3    | 32     |
| 6.  | Al-Rustaq Club       | 22  | 8  | 8 | 6  | 025:250 | ±0    | 32     |
| 7.  | Al-Shabab SC (N)     | 22  | 5  | 9 | 8  | 022:260 | −4    | 24     |
| 8.  | Sur SC               | 22  | 6  | 6 | 10 | 029:340 | −5    | 24     |
| 9.  | Ibri Club (N)        | 22  | 7  | 3 | 12 | 021:270 | −6    | 24     |
| 10. | Dhofar SCSC          | 22  | 6  | 2 | 14 | 023:360 | −13   | 20     |
| 11. | Bahla Club           | 22  | 4  | 6 | 12 | 012:250 | −13   | 18     |
| 12. | Al-Wahda SC (N)      | 12  | 4  | 1 | 7  | 016:470 | −31   | 13     |

| Zum Saisonende 2023/24:                                                                                   |
| Omanischer Meister und Teilnehmer an der AFC Challenge League Absteiger in die Oman First Division League |

| Zum Saisonende 2022/23: |                                                                                     |
| (M)                     | Amtierender Meister: Al-Nahda Club                                                  |
| (P)                     | Amtierender Pokalsieger: Al-Nahda Club                                              |
| (N)                     | Aufsteiger aus der Oman First Division League: Ibri Club, Al-Shabab SC, Al-Wahda SC |

## Torschützenliste
Stand: Saisonende 2023/24
| Platz | Spieler                  | Mannschaft                                | Tore |
| ----- | ------------------------ | ----------------------------------------- | ---- |
| 1.    | Waleed al-Muslimi        | al-Nasr SCSC                              | 13   |
| 2.    | Mohammed al-Ghafri       | Al-Rustaq Club                            | 10   |
| 3.    | William Matam            | Sohar Club (4 Tore) Al-Seeb Club (4 Tore) | 8    |
| 3.    | Muhsen al-Ghassani       | Al-Seeb Club                              | 8    |
| 3.    | Mohammed al-Ghafri       | Oman Club                                 | 8    |
| 6.    | Mohsin Jouhar            | Sohar Club                                | 7    |
| 6.    | Qasim Said               | Dhofar SCSC                               | 7    |
| 8.    | Abdul Aziz al-Muqbali    | Al-Seeb Club                              | 6    |
| 8.    | Walter Bwalya            | Al-Nahda Club                             | 6    |
| 8.    | Nasser al-Rawahi         | Oman Club                                 | 6    |
| 8.    | Robert Ghansah           | Sur SC                                    | 6    |
| 12.   | Daniel Etor              | Sohar Club                                | 5    |
| 12.   | Abdulrahman al-Mushaifri | Al-Seeb Club                              | 5    |
| 12.   | Emmanuel Mahop           | Ibri Club                                 | 5    |
| 12.   | Essam al-Subhi           | Al-Nahda Club                             | 5    |